# Regular Show: The Movie
Regular Show: The Movie é um filme americano de animação produzido pela Cartoon Network Studios e a Warner Bros. Pictures, baseado na série de 2009 “Regular Show” de J.G Quintel . O filme é dirigido por Nick Bruno e , e protagonizado pelas vozes de Quintel, William Salyers, Sam Marin, Mark Hamill e Jason Mantzoukas. O filme foi lançado nos EUA em 14 de agosto de 2015.

## Sinopse
No futuro distante, Rigby, Benson, Saltitão, Fantasmão, Musculoso e Pairulíto lutam contra um cyborg mal chamado Senhor Ross que está apagando o tempo. Eles acham que a arma do Senhor Ross está protegida por uma versão cyborg de Mordecai, que tenta matar Rigby. Benson se sacrifica para que Rigby possa usar uma nave espacial maquina do tempo para chegar ao passado para evitar o caos. Rigby o faz, mas não antes que o Cyborg Mordecai atire nele.
No presente, o Rigby do futuro diz a Mordecai, Rigby e seus colegas de trabalho que, quando Mordecai e Rigby estava na escola, eles criaram uma máquina do tempo que criou uma "timenado", um tornado com a capacidade de viajar através do espaço e tempo, o que Foi armado por seu professor de ciência e treinador de voleibol, Ross, que foi descoberto e enviado para a prisão. Antes de morrer, Rigby futuro também revela que Mordecai do futuro atirou nele, e diz para Rigby que deve "dizer a verdade", a fim de salvar o universo, mesmo que isso lhe custe a sua amizade de Mordecai. Quando questionado por detalhes, Mordecai explica que eles criaram a máquina do tempo, porque Rigby entrou para a faculdade dos seus sonhos, College University, mas Mordecai não. Benson tenta convencer todos que a coisa toda é uma farsa, até que Musculoso encontra um rifle de plasma e destroi acidentalmente o carro de Benson.
Depois disso, os funcionários usam a nave maquina do tempo de Rigby do futuro para chegar aos dias em que Mordecai e Rigby ainda estavam na escola secundária, mas os motores são danificados durante a viagem. Saltitão, Musculoso e Fantasmão ficam para consertar os motores da nave, enquanto Benson, Pairulito, Mordecai e Rigby vão para o laboratório de ciências encontrar a máquina do tempo em que Mordecai e Rigby do passado estão construindo para o Sr. Ross. Eles convecem a dupla a construir um vulcão no lugar da maquina do tempo, e a destroem logo em seguida, ao retornam para a nave espacial/máquina do tempo para fazer os últimos reparos que foram atrasados por Musculoso e Fantasmão do passado. Para complicar ainda mais, as rupturas temporais começam a aparecer assim que a nave é consertada. Enquanto isso Rigby disfarça e vai atras de Rigby do passado, porém encontra Ross do futuro que avisa a ela que Mordecai e Rigby do passado estão indo para a escola para terminar uma segunda máquina que o Sr. Ross planejou. Os funcionários correm de volta para o laboratório de ciências, mas são confrontados pelo Sr. Ross e Mordecai do futuro, permitindo que Mordecai e Rigby do passado criem o timenado. Ross então força Rigby a admitir a verdade: ele nunca entrou na faculdade, mas Mordecai sim; Ele criou a falsa carta de rejeição de Mordecai e sua própria carta de aceitação falsa para manter sua amizade. O Sr. Ross tenta matar Mordecai na confusão, mas o Mordecai do futuro intervém, ferindo-se mortalmente e forçando o Sr. Ross a retirar-se.
Chateado com a verdade revelada, Mordecai fica com raiva e termina sua amizade com Rigby, forçando-o a fugir com a espaçonave / máquina do tempo. Antes de morrer, Mordecai do futuro dá a sua versão atual seu aparelho do tempo e o instrui a corrigir as coisas, dizendo que o que Rigby fez não era desculpa para ele passar para o lado do Sr. Ross. À medida que o grupo tenta responder a uma chamada de socorro de Gene do Futuro, a Máquina de Vendas, os incita a ajudar. Enquanto isso, depois de uma tentativa de suicídio fracassada de dirigir para o sol, Rigby encontra O Pai do Tempo, que está caindo aos pedaços devido ao timenado e convence Rigby a pedir desculpas a Mordecai. Rigby se dirige para o futuro e corre de volta para o timenado, mas é interceptado junto com Mordecai pelo Sr. Ross no núcleo de cristal. Com a ajuda de Techmo, a dupla consegue decapitar o Sr. Ross e, depois de Rigby e Mordecai restaurarem a sua amizade, eles usam plutônio para destruir o timenado. Eles convencem Rigby do passado a pedir desculpas ao Ross do passado antes dele ser preso, acabando assim com as mágoas entre eles e alterar o futuro.
No presente, Mordecai e Rigby concordam que, a despeito dos seus eus do futuro, não deixarão sua amizade se degradar em tentar matar uns aos outros, apagando assim seus eus do futuro da linha do tempo. No dia seguinte, quando Benson os afasta do parque, os dois correm de volta para a espaçonave / máquina do tempo com Rigby dizendo que "nunca mais estariam atrasados".
O filme termina com Mordecai e Rigby usando a espaçonave / maquina do tempo para ir comprar comida, na saida a nave vem de encontro a tela como no final do filme De Volta para o Futuro.

## Produção

### Desenvolvimento

O filme foi anunciado em fevereiro de 2015, durante as novidades do Cartoon Network. Em 11 de junho de 2015, o criador da série, J.G. Quintel, anunciou no Twitter que a produção do filme está concluída. O trailer do filme foi exibido no evento Comic Con International em 10 de julho de 2015 e lançado em 12 de julho de 2015.

## Elenco

### Elenco principal
- J.G. Quintel como Mordecai e Fantasmão
- William Salyers como Rigby
- Sam Marin como Benson, Pairulito e Musculoso
- Mark Hamill como Saltitão
- Minty Lewis como Eileen
- Jason Mantzoukas como Sr. Randall Ross
- David Koechner como Diretor Dean

### Elenco de apoio
- Roger Craig Smith como Jablonski, Frank Smith e Rapaz da comida pronta
- Ali Hillis como Mãe de Rigby
- Kurtwood Smith como Gene
- Eddie Pepitone como  Sherm
- Paul F. Tompkins como Gino
- Fred Tatasciore como Pai do Tempo, Guarda de segurança, Mecânico Timenado, Willy, Repórter de notícias
- Steven Blum como Techmo, Brit, Comando, Jogo de TV
- Janie Haddad como Margaret

## Transmissão mundial
O filme estreou no Cinema só três semanas na Austrália e Nova Zelândia em 28 de novembro de 2015.